# Colonie du Cap-Breton
1784–1820
Entités précédentes :
- Nouvelle-Écosse

Entités suivantes :
- Nouvelle-Écosse

La colonie du Cap-Breton (anglais : Colony of Cape Breton) est une colonie de la Couronne de l'Amérique du Nord britannique ayant existé de 1784 à 1820. Issue de la Nouvelle-Écosse, elle y sera de nouveau rattachée.

## Géographie
La colonie englobe toute l'île du Cap-Breton.

## Histoire
Avant la Conquête britannique en 1758, le territoire faisant partie de la colonie française de l'Île-Royale. Il est rattaché à la colonie de la Nouvelle-Écosse par le gouvernement britannique. En 1784, celui-ci divise sa colonie de la Nouvelle-Écosse en trois, donnant naissance au Nouveau-Brunswick et au Cap-Breton. Sydney, près de la baie Spanish, est fondée et choisie pour être la capitale.
Un certain nombre de loyalistes en provenance des États-Unis émigrent dans la colonie, comme David Mathews, maire de New York entre 1776 et 1783, ou bien Abraham Cuyler, maire d'Albanie entre 1770 et 1778.
Le Cap-Breton est rattaché de nouveau à la Nouvelle-Écosse en 1820 par la Couronne.

## Économie
Une ordonnance interdisant l'octroi de terres au Cap-Breton, rendue en 1763, fut supprimée avec la création de la colonie. Les droits miniers sur l'île furent cédés à Frédéric d'York par décret. Le gouvernement britannique avait l'intention que la Couronne reprenne l'exploitation des mines lorsque le Cap-Breton serait devenu une colonie, mais cela n'a jamais été fait, probablement à cause du coût de la remise en état des mines. Les mines étaient dans un mauvais état, causé par des opérations imprudentes remontant au moins à l'époque de la chute de Louisbourg en 1758.
La construction navale à grande échelle a commencé dans les années 1790, à commencer par les goélettes destinées au commerce local qui se sont déplacées dans les années 1820 vers des bricks et des brigantins plus grands, principalement construits pour les armateurs britanniques. La construction navale culminera dans les années 1850, marquée en 1851 par le trois-mâts carré Lord Clarendon, le plus gros navire en bois jamais construit au Cap-Breton.

## Démographie
La colonie est faiblement habitée à sa création. Une poignée de Français ayant échappé à la déportation des Acadiens y vit encore. Au lendemain de la révolution américaine, des loyalistes britanniques (principalement des Écossais) s'établissent au Cap-Breton. Le français et la gaélique écossais sont les principales langues parlées avec l'anglais comme langue administrative.
La population atteindra 20 000 habitants en 1820, année de la dissolution de la colonie.

## Politique

### Lieutenant-gouverneur
| Date                              | Mandat      |
| --------------------------------- | ----------- |
| Joseph Frederick Wallet Desbarres | 1784 – 1787 |
| William Macarmick                 | 1787 – 1816 |
| George Robert Ainslie             | 1816 – 1820 |

### Assemblée
Aucune assemblée législative ne sera accordée à la colonie, les autorités la jugeant « trop pauvre ».